# Inco Superstack
A chaminé Inco Superstack foi construída em 1972 na cidade de Copper Cliff, Canadá. Tem 385 m (1263 ft) e é actualmente a 10ª torre mais alta do mundo, sendo a mais alta chaminé do hemisfério ocidental e a 2.ª mais alta chaminé do mundo.